# Apušio ežeras ir jo apyežerės
Apušio ežeras ir jo apyežerės este o arie protejată (sit de importanță comunitară — SCI) din Lituania întinsă pe o suprafață de 96 ha, integral pe uscat.

## Localizare
Centrul sitului Apušio ežeras ir jo apyežerės este situat la coordonatele 55°37′15″N 23°11′34″E / 55.6208°N 23.1928°E.

## Înființare
Situl Apušio ežeras ir jo apyežerės a fost declarat sit de importanță comunitară în martie 2004 pentru a proteja 3 specii de animale.

## Biodiversitate
Situată în ecoregiunea boreală, aria protejată conține 5 habitate naturale: Lacuri eutrofice naturale cu vegetație de tip Magnopotamion sau Hydrocharition, Pajiști cu Molinia pe soluri calcaroase, turboase sau argilos-nămoloase (Molinion caeruleae), Fânețe de joasă altitudine (Alopecurus pratensis, Sanguisorba officinalis), Izvoare fino-scandinave și mlaștini produse de izvoare bogate în minerale, Mlaștini alcaline.
La baza desemnării sitului se află mai multe specii protejate de  nevertebrate (3): fluturele auriu (Euphydryas aurinia), fluturele purpuriu (Lycaena dispar), Phengaris teleius.
Pe lângă speciile protejate, pe teritoriul sitului au mai fost identificate 1 specie de plante, 1 specie de nevertebrate.